# Phạm vi quan sát

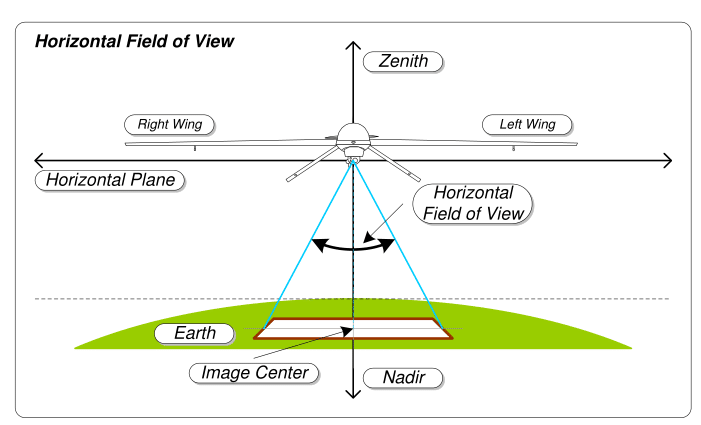
Phạm vi quan sát theo chiều ngang

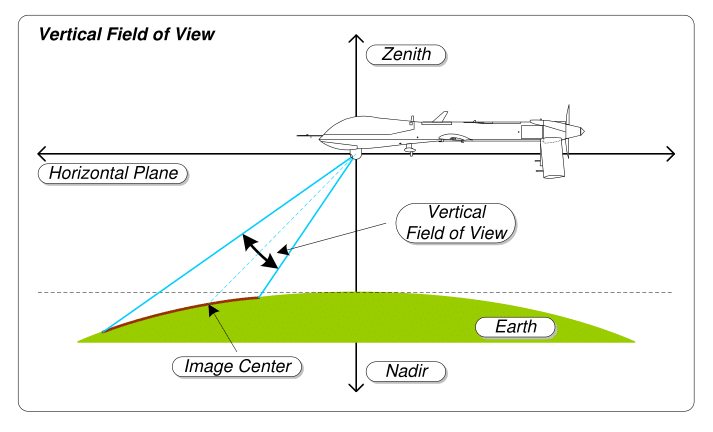
Phạm vi quan sát theo chiều thẳng đứng

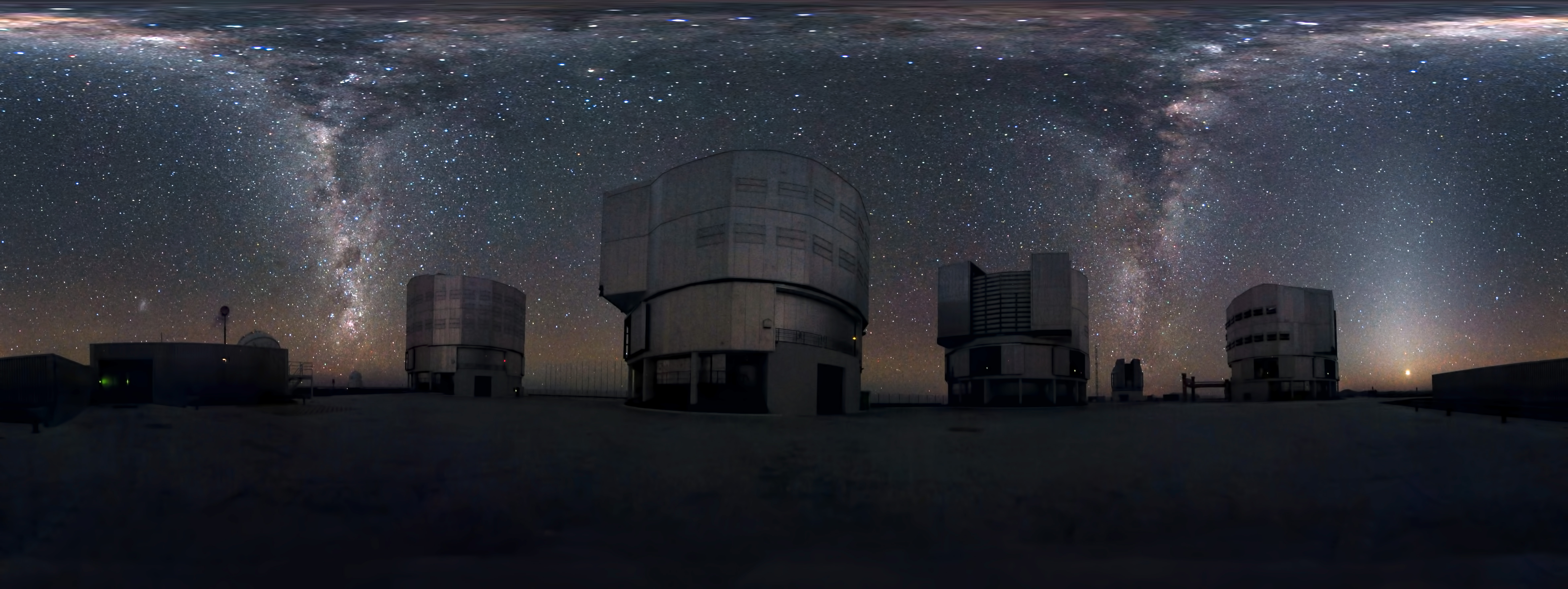
Một bức ảnh toàn cảnh 360 độ của dải Ngân Hà tại Very Large Telescope. Toàn bộ FOV được ánh xạ trên một hình ảnh duy nhất, cung này xuất hiện khi hai dòng sao chảy xuống như thác nước.

Phạm vi quan sát (tiếng Anh: field of view) là phạm vi mở rộng có thể quan sát thế giới tại bất kì thời điểm nào. Trong trường hợp dụng cụ quang học hoặc cảm biến, nó là một góc khối thông qua một máy dò nhạy cảm với bức xạ điện từ.

## Con người và động vật
Trong phạm vi nhìn của con người, thuật ngữ "phạm vi quan sát" thường chỉ được sử dụng theo nghĩa của một hạn chế với thiết bị bên ngoài có thể nhìn thấy, như khi đeo kính. Nếu sự tương tự của võng mạc làm việc như một cảm biến được sử dụng, khái niệm xảy ra tương ứng của con người (và phần lớn tầm nhìn của động vật) là phạm vi thị giác.